# Logis de Bourgneuf
Le logis de Bourgneuf  est situé à Cherves-Richemont, Charente.

## Historique
Le logis de Bourgneuf est mentionné dès la fin de la Guerre de Cent Ans, avec revenu néant.
En 1540, le sieur de Bourgneuf est Jean Robicquet, valet de chambre du roi François Ier.

## Architecture
Le logis est très curieux.
Il se compose de deux ailes en équerre dont une à deux niveaux sous un toit en tiers-point et pignon, l’autre à deux niveaux plus un de lucarnes qui peuvent dater du XVIe siècle mais dont les ouvertures ont été très remaniées.
Leur jonction comporte une tourelle polygonale contenant un escalier à vis ; il dessert un étage supérieur carré souligné de quatre encorbellements moulurés. L'ensemble remonte au XVIe siècle.